# Albizia isenbergiana
Albizia isenbergiana är en ärtväxtart som först beskrevs av Achille Richard, och fick sitt nu gällande namn av Eugène Pierre Nicolas Fournier. Albizia isenbergiana ingår i släktet Albizia och familjen ärtväxter. Inga underarter finns listade i Catalogue of Life.